# Ван Дейк, Эдвард
Эдвард ван Дейк (нидерл. Edward Van Dyck; 22 марта 1918, Херент, Бельгия — 22 апреля 1977, Лёвен,  Бельгия) — бельгийский профессиональный шоссейный велогонщик в 1941-1952 годах.  Победитель  велогонки «Вуэльта Испании» (1947).

## Достижения
1943
1-й Гран-при Валлонии
1944
3-й Тур Лимбурга
1945
1-й — Этап 4 Тур Бельгии
2-й Льеж — Бастонь — Льеж
3-й Тур Лимбурга
1946
1-й Халле — Ингойгем
1-й Тур Лимбурга
3-й Флеш Валонь
1947
1-й  Вуэльта Испании — Генеральная классификация
1-й — Этапы 16b (ИГ) и 22 (ИГ)
2-й Схал Селс
1948
1-й — Этап 16 Тур де Франс
1949
3-й Тур Алжира — Генеральная классификация
1-й — Этапы 8, 11, 15, 18 и 19
1950
1-й — Этапы 6, 9 и 17 Тур Алжира
3-й Льеж — Бастонь — Льеж
1951
2-й Grote Prijs Stad Zottegem

### Гранд-туры
| Гранд-тур       | 1947 | 1948 | 1949 |
| --------------- | ---- | ---- | ---- |
| Джиро д’Италия  | —    | —    | —    |
| Тур де Франс    | —    | 14   | НФ   |
| Вуэльта Испании | 1    | —    | —    |

| —  | Не участвовал  |
| НФ | Не финишировал |